# Бики, Карло
Карло Бики (итал. Carlo Bichi; 6 мая 1639, Сиена, Великое герцогство Тосканское — 7 ноября 1718, Рим, Папская область) — итальянский куриальный кардинал. Племянник кардинала Алессандро Бики и дядя кардинала Алессандро Бики. Генеральный аудитор Апостольской Палаты с 1 января 1687 по 13 февраля 1690. Кардинал-дьякон с 13 февраля 1690, с титулярной диаконией Санта-Мария-ин-Козмедин с 10 апреля 1690 по 22 декабря 1693. Кардинал-дьякон с титулярной диаконией Сант-Агата-ин-Субурра с 22 декабря 1693. 